# Сансад Бхаван
Сансад бхаван (хинди संसद भवन, рус. здание Парламента) — здание, в котором располагается Парламент Индии, в Нью-Дели.

## История
Изначально назывался «Дом Парламента», был спроектирован британскими архитекторами Эдвином Лаченсом и Гербертом Бейкером в 1912—1913 годах. Строительство началось в 1921 и завершилось в 1927 году. Церемонию открытия здания Парламента, тогда названного Центральной законодательной ассамблеей, провёл 18 января 1927 года лорд Ирвин, вице-король Индии. Третья сессия Центральной законодательной ассамблеи прошла в здании 19 января 1927 года.
Музей Парламента, открытый в 2006 году, расположен рядом со зданием Парламента.

## Конструкция
В плане — круглое, за основу взято колесо Ашоки. Отдельные залы для Палаты раджей, Государственного совета и Центральной законодательной ассамблеи.
Конструкция здания очень сильно вдохновлена конструкцией храма Чаунсатх Йогини в деревне Митавали (округ Морена, штат Мадхья-Прадеш). Этот храм расположен в 25-30 км от Гвалиора. Строение окружено обширными садами, а периметр ограничен забором из песчаника как это сделано около Великой ступы в Санчи.

### Новое здание
Здание возможно будет заменено новым. Комитет по рассмотрению альтернатив старому зданию возглавляет экс-спикер Лок Сабхи Мейра Кумар. Существующее 85-летнее здание не отвечает современным требованиям по размещению персонала, имеет замечания по строительной части и нуждается в сохранении как культурно-исторический памятник.

### Атака на Парламент
13 декабря 2001 года здание было атаковано пятью террористами Лашкаре-Тайба и Джаиш-е-Мухаммад. Погибли все нападавшие, а также шесть военных и один гражданский.

## Фотографии

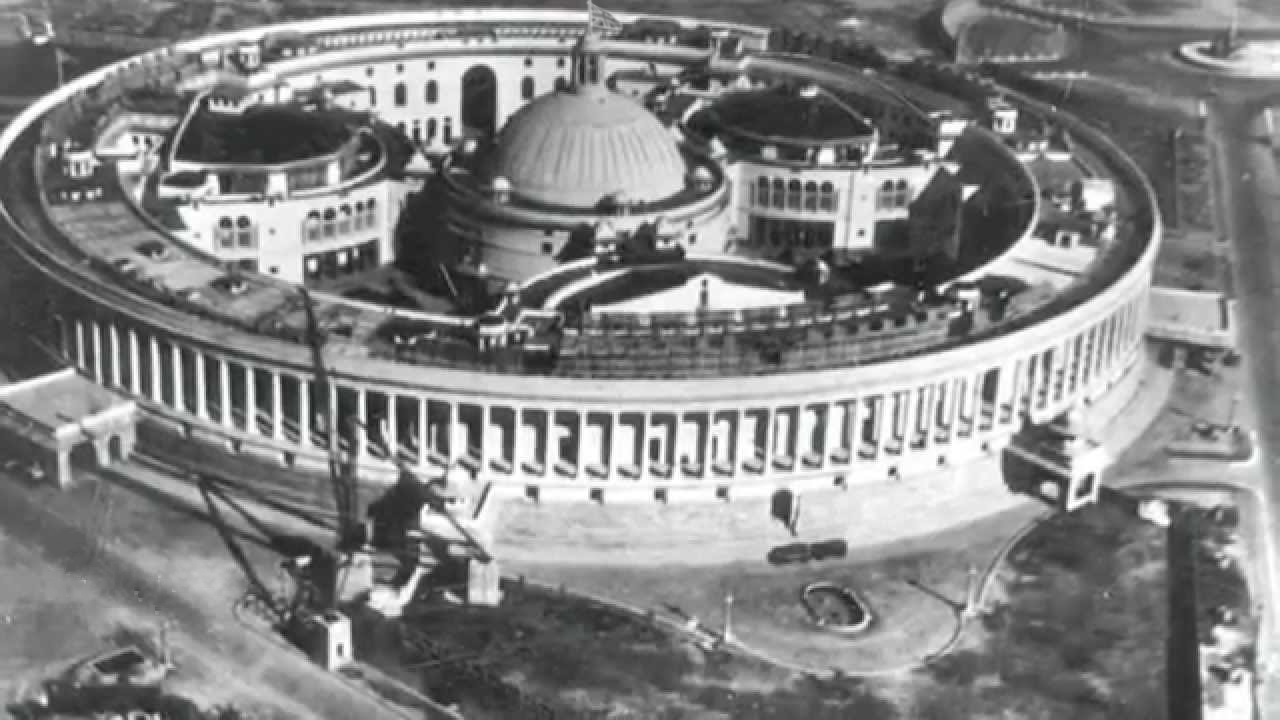
1926 год
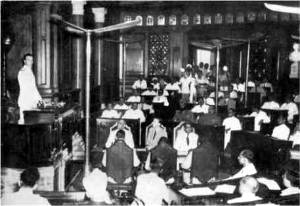
Лорд Маунтбеттен выступает в Палате князей в качестве вице-короля в 1947 году
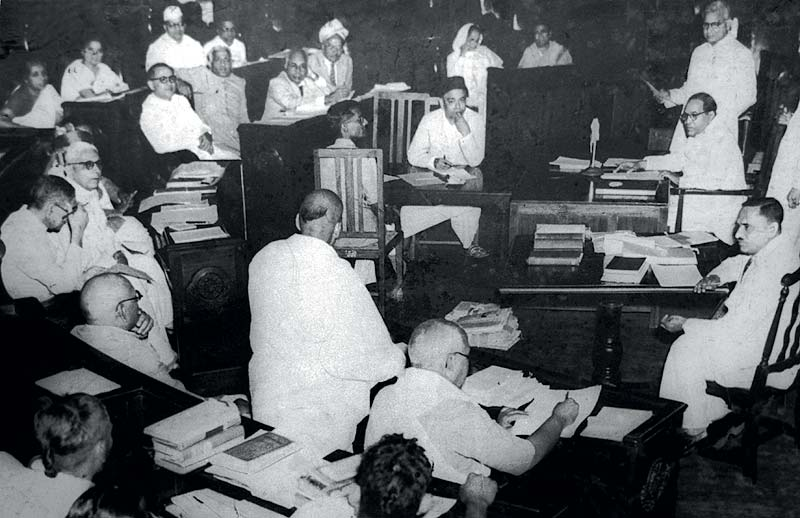
Учредительное собрание Индии
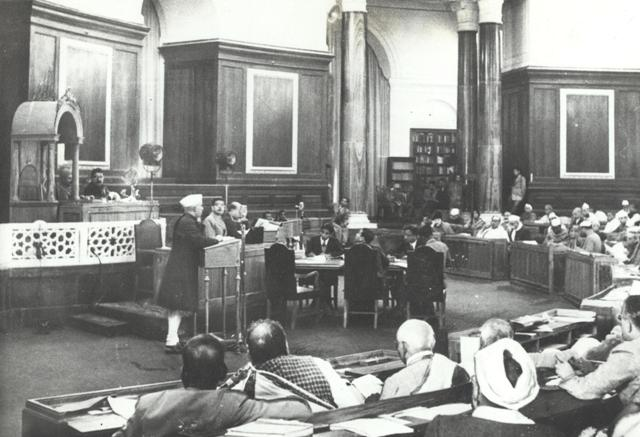
Джавахарлал Неру обращается к Учредительному собранию в 1946 году